# 瓦舎
瓦舎（がしゃ）は、宋代に発達した娯楽施設のことである。瓦子、瓦市、瓦肆（がし）とも呼ばれる。
宋代になると唐以前のような都市における商業統制が形骸化し、商人が街中で自由に商売を行うことが出来るようになった。特に夜におけるこうした娯楽施設の盛行ぶりはそれ以前では考えられない都市における大きな変化であった。瓦舎には勾欄と呼ばれる常設の劇場や平話を行った寄席、飲食店、妓楼などが設置されて深夜まで営業された。